# Центральный суд КНДР
Центра́льный су́д КНДР (кор. 조선민주주의인민공화국 중앙재판소) — высший судебный орган в Корейской Народно-Демократической Республике.
Судебная система КНДР состоит из трёх уровней и типична для всех централизованных унитарных государств. На низовом уровне действуют народные суды, на втором уровне — провинциальные, высшей инстанцией является Центральный суд, также внутри него существуют специализированные суды для вооружённых сил (Военный трибунал) и работников железнодорожного транспорта (Железнодорожный суд).
Судьи Центрального суда избираются на заседании Постоянного совета Верховного народного собрания и осуществляют свои полномочия в течение пяти лет. Председатель суда назначается на сессии Верховного народного собрания также на пять лет. В законодательстве КНДР установлено, что срок полномочий председателя суда, судей и народных заседателей всегда равен сроку полномочий назначающего их органа. Судей специализированных судов назначает Центральный суд.
Центральный суд в своей деятельности несёт ответственность перед Верховным народным собранием, Высшим руководителем КНДР и Центральным народным комитетом, и работает под общим руководством последнего.
Центральный суд осуществляет судебный надзор за деятельностью всех судебных органов страны. Он является последней инстанцией для оспаривания решений нижестоящих судов по уголовным и гражданским делам. Кроме того в качестве первой инстанции может сам рассматривать наиболее тяжкие преступления против государства.
На все суды конституцией возложены следующие задачи:
- охрана государственной власти и социалистического строя, государственного и коллективного имущества, конституционных прав граждан, их права на жизнь и имущества;
- обеспечение строгого соблюдения и исполнения всех законов и активного участия в борьбе против классовых врагов;
- исполнение решений по имущественным делам и совершение нотариальных действий.

В силу специфики политического устройства в КНДР в ней нет места для судебного конституционного контроля и Центральный суд таким правом не наделён.
Все дела в суде рассматриваются с участием одного судьи и двух народных заседателей. В особых случаях дело может быть рассмотрено с участием трех судей.
В 2006—2009 годы для Центрального суда было построено новое здание на западной окраине Пхеньяна, рядом со станцией метро Кванбок.
С 1948 года в Центральном суде КНДР сменились восемь председателей (дольше других, с 1972 по 1992, этот пост занимал Пан Хак Се, основатель северокорейских спецслужб). В июне 2016 года председателем Центрального суда КНДР был утверждён кандидат в члены ЦК ТПК Кан Юн Сок.